# Дэвис, Клайв
Кла́йв Дэ́вис (англ. Clive Davis, род. 4 апреля 1932) — американский музыкальный продюсер, видный деятель музыкальной индустрии. Президент лейбла Columbia Records в 1967—1973 годах и основатель Arista Records.
Был президентом CBS Records / Columbia Records  (звукозаписывающего подразделения компании CBS) с 1967 по 1973 год. Подписал на этот лейбл таких исполнителей, как Blood, Sweat and Tears, Santana, Боз Скаггз, Брюс Спрингстин, Aerosmith, Билли Джоэл. В 1973 году был оттуда уволен при спорных обстоятельствах. Через год основал свой собственный лейбл Arista Records. На «Аристе», в частности, подписал контракт с 19-летней Уитни Хьюстон и стал помогать ей в творчестве и карьере в качестве её «исполнительного продюсера». В последнюю четверть XX века именно Клайв Дэвис открыл миру таких артистов, как Патти Смит, Шон Комбз (Пафф Дэдди), Алан Джексон, Сара Маклахлан. Также он в различное время помогал вернуться на заметное место в шоу-бизнесе таким исполнителям, как Арета Франклин, группа Grateful Dead, Лу Рид и Карлос Сантана (последнему с альбомом 1999 года Supernatural и синглом «Smooth»).
В 2000 году Клайв Дэвис был принят в Зал славы рок-н-ролла (в категории «Неисполнители»).

## Дополнительные факты
- В своё время отказал Миту Лоуфу и Джиму Стайнману в записи альбома Bat Out of Hell, высмеяв певческие потуги одного и композиторские навыки другого[5]. Альбом стал бестселлером и входит в число самых продаваемых и влиятельных альбомов мира[6].